# Schmidtiana legrandi
Schmidtiana legrandi är en skalbaggsart som beskrevs av Morati och Joseph Huet 2003. Schmidtiana legrandi ingår i släktet Schmidtiana och familjen långhorningar.
Artens utbredningsområde är Filippinerna. Inga underarter finns listade i Catalogue of Life.